# Country-Musik 1960
Die Liste bietet eine Übersicht über das Jahr 1960 im Genre Country-Musik.

## Top Hits des Jahres

### Number-1-Hits
Die folgende Liste umfasst die Nummer-eins-Hits der Billboard Hot Country Songs des US-amerikanischen Musikmagazines Billboard chronologisch nach Wochenplatzierung.
- seit 28. Dezember 1959 – El Paso – Marty Robbins
- 8. Februar – He'll Have to Go – Jim Reeves
- 16. Mai – Please Help Me, I'm Falling – Hank Locklin
- 22. August – Alabam – Cowboy Copas
- 14. November – Wings of a Dove – Ferlin Husky

### Weitere große Hits
- Above and Beyond – Buck Owens
- Accidentally on Purpose – George Jones
- Am I Losing You – Jim Reeves
- Am I That Easy to Forget – Skeeter Davis
- Amigo's Guitar – Kitty Wells
- Another (Just Like Me) – Roy Drusky
- Anymore – Roy Drusky
- Are You Willing, Willie – Marion Worth
- Baby Rocked Her Dolly – Frankie Miller
- The Ballad of Wild River – Gene Woods
- Before This Day Ends – George Hamilton IV
- Big Iron – Marty Robbins
- A Broken Dream – Jimmy Smart
- But You Use To – Laverne Downs
- Carmel by the Sea – Kitty Wells
- Cruel Love – Lou Smith
- Dead or Alive – Bill Anderson
- Dear Mama – Merle Kilgore
- (Doin' the) Lover's Leap – Webb Pierce
- Drifting Texas Sand – Webb Pierce
- Each Moment (Spent With You) – Ernest Ashworth
- Ev'rybody's Somebody's Fool – Ernest Tubb
- Excuse Me (I Think I've Got a Heartache) – Buck Owens
- Eyes of Love – Margie Singleton
- Face to the Wall – Faron Young
- Fallen Angel – Webb Pierce
- Family Bible – Claude Gray
- Far, Far Away – Don Gibson
- He'll Have to Stay – Jeanne Black
- Heart to Heart Talk – Bob Wills & Tommy Duncan
- Here I Am Drunk Again – Clyde Beavers
- Hot Rod Lincoln – Charlie Ryan
- How Far to Little Rock – The Stanley Brothers
- (I Can't Help You) I'm Falling Too – Skeeter Davis
- I Don't Believe I'll Fall in Love Today – Warren Smith
- I Know One – Jim Reeves
- I Love You Because – Johnny Cash
- I Missed Me – Jim Reeves
- I Think I Know – Marion Worth
- I Wish I Could Fall in Love Today – Ray Price
- I Wish You Love – Billy Walker
- I'm a Honky Tonk Girl – Loretta Lynn
- I'm Gettin' Better – Jim Reeves
- I'm Movin' On – Don Gibson
- Imitation of Love – Adrian Roland
- Is It Wrong (For Loving You) – Webb Pierce
- It's Not Wrong – Connie Hall
- Johnny, My Love (Grandma's Diary) – Wilma Lee & Stoney Cooper
- Just One Time – Don Gibson
- The Key's in the Mailbox – Freddie Hart
- Left to Right – Kitty Wells
- Let's Think About Living – Bob Luman
- Life of a Poor Boy – Stonewall Jackson
- Little Angel (Come Rock Me to Sleep) – Ted Self
- A Little Guy Called Joe – Stonewall Jackson
- Lonely River Rhine – Bobby Helms
- The Long Walk – Bill Leatherwood
- Love Has Made You Beautiful – Merle Kilgore
- A Lovely Work of Art – Jimmy C. Newman
- Mary Don't You Weep – Stonewall Jackson
- Miller's Cave – Hank Snow
- Money to Burn – George Jones
- The Moon Is Crying – Alan Riddle
- Mule Skinner Blues – The Fendermen
- No Love Have I – Webb Pierce
- Nobody's Darling but Mine – Johnny Sea
- The Old Lamplighter – The Browns
- One More Time	– Ray Price
- The One You Slip Around With – Jan Howard
- The Picture – Ray Godfrey
- Pinball Machine – Lonnie Irving
- Reasons to Live – Jimmie Skinner
- Riverboat – Faron Young
- Riverboat Gambler – Jimmie Skinner
- Scarlet Ribbons (For Her Hair) – The Browns
- Seasons of My Heart – Johnny Cash
- Second Honeymoon – Johnny Cash
- She's Just a Whole Lot Like You – Hank Thompson
- Sink the Bismarck – Johnny Horton
- A Six Pack to Go – Hank Thompson
- Smiling Bill McCall – Johnny Cash
- Softly and Tenderly (I'll Hold You in My Arms) – Lewis Pruitt
- Straight A's in Love – Johnny Cash
- That's My Kind of Love – Marion Worth
- This Ole House – Wilma Lee & Stoney Cooper
- Timbrook – Lewis Pruitt
- The Tip of My Fingers – Bill Anderson
- Too Much to Lose – Carl Belew
- Until Today – Elmer Snodgrass
- Wanting You with Me Tonight – Jimmy C. Newman
- Who Will Buy the Wine – Charlie Walker
- Why I'm Walkin’ – Stonewall Jackson
- Wishful Thinking – Wynn Stewart
- World So Full of Love – Ray Sanders
- You Can't Pick a Rose in December – Ernest Ashworth
- You're the Only Good Thing (That's Happened to Me) – George Morgan
- Your Old Used to Be – Faron Young

## Alben (Auswahl)
- Blood on the Saddle – Tex Ritter
- Dutchman's Gold – Walter Brennan
- Eddy Arnold Sings Them Again – Eddy Arnold
- Goldie Hill – Goldie Hill
- I'll Sing You a Song and Harmonize Too – Skeeter Davis
- Johnny Horton Makes History – Johnny Horton
- Midnight Jamboree – Ernest Tubb & His Texas Troubadors
- More – Eddy Arnold
- More Gunfighter Ballads and Trail Songs – Marty Robbins
- The Other Chet Atkins – Chet Atkins
- Ride This Train – Johnny Cash
- George Jones Salutes Hank Williams – George Jones
- Seasons of My Heart – Kitty Wells
- Sixteen Tons – Tennessee Ernie Ford
- Smoke, Smoke, Smoke – Tex Williams
- Teensville – Chet Atkins
- Town and Country – The Browns
- A Tribute to the Delmore Brothers – Louvin Brothers

## Geboren
- 8. April – John Schneider
- 22. August – Collin Raye
- 26. September – Doug Supernaw
- 4. November – Kim Forester
- 25. November – Amy Grant
- 28. Dezember – Marty Roe

## Gestorben
- 19. Januar – Ralph Peer
- 13. Mai – Gid Tanner
- 5. November – Johnny Horton
- 7. November – A. P. Carter

## Wichtige Auszeichnungen

### Grammys
- Beste Country-und-Western-Darbietung (Best Country & Western Performance) – The Battle of New Orleans – Johnny Horton
- Bester Song des Jahres (Song of the Year): The Battle of New Orleans von Jimmy Driftwood, Autor
- Beste Comedy-Darbietung – Musik (Best Comedy Performance – Musical): The Battle Of Kookamonga – Homer and Jethro[2]